# Озерний (Бурятія)
Озерний (рос. Озёрный) — селище Єравнинського району, Бурятії Росії. Входить до складу Сільського поселення Озерне.
Населення — 427 осіб (2015 рік).